# Корцано
Корцано (італ. Corzano) — муніципалітет в Італії, у регіоні Ломбардія, провінція Брешія.
Корцано розташоване на відстані близько 450 км на північний захід від Рима, 65 км на схід від Мілана, 19 км на південний захід від Брешії.
Населення — 1427 осіб (2014).

## Демографія
Населення за роками:

Станом на 1 січня 2023 року в муніципалітеті офіційно проживало 80 іноземців з 20 країн, серед них 20 громадян країн Євросоюзу та 3 громадяни України.

## Сусідні муніципалітети
- Барбарига
- Брандіко
- Комеццано-Чиццаго
- Делло
- Лонгена
- Помп'яно
- Тренцано